# Aliabad-e Molla Ali
Aliabad-e Molla Ali (perski: علي ابادملاعلي) – miejscowość w środkowym Iranie, w ostanie Isfahan. W 2006 roku miejscowość liczyła 2 702 mieszkańców w 676 rodzinach.